# Lijst van bergen in Colombia

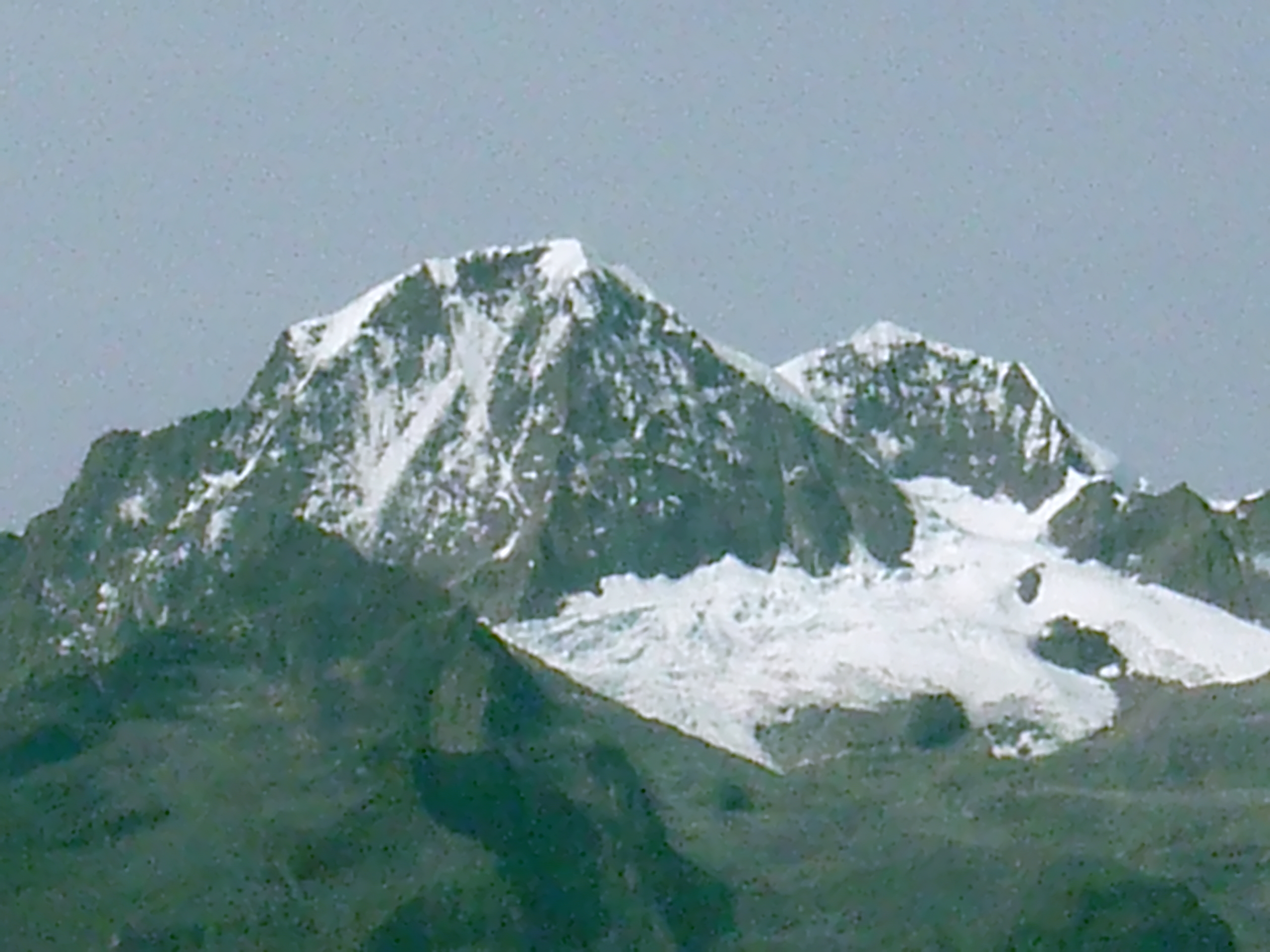
Pico Cristóbal Colón

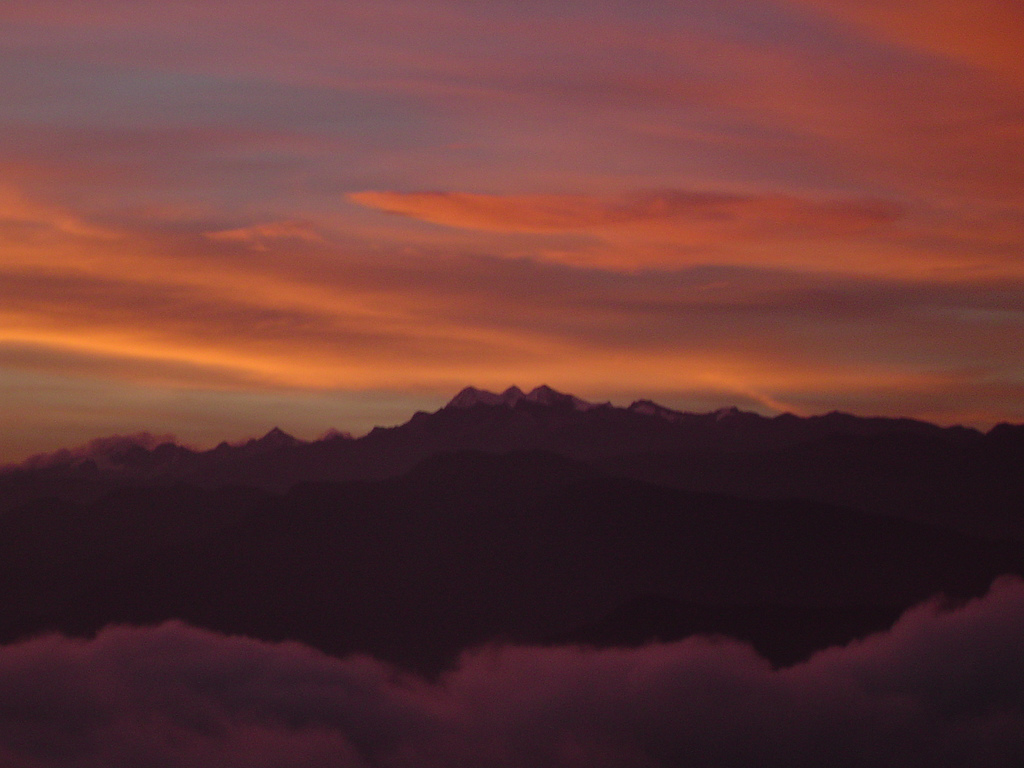
Pico Simón Bolívar

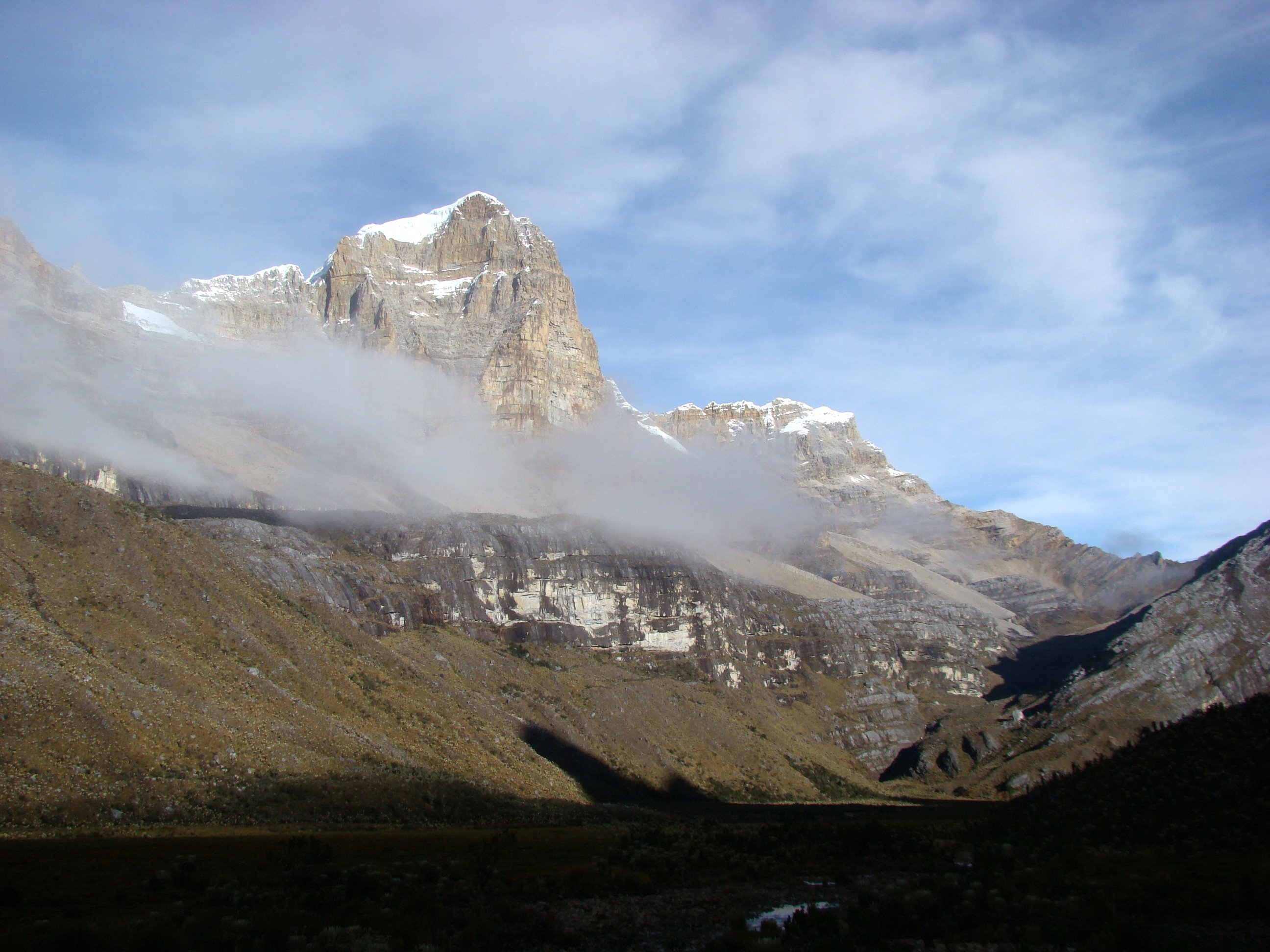
Ritacuba Blanco

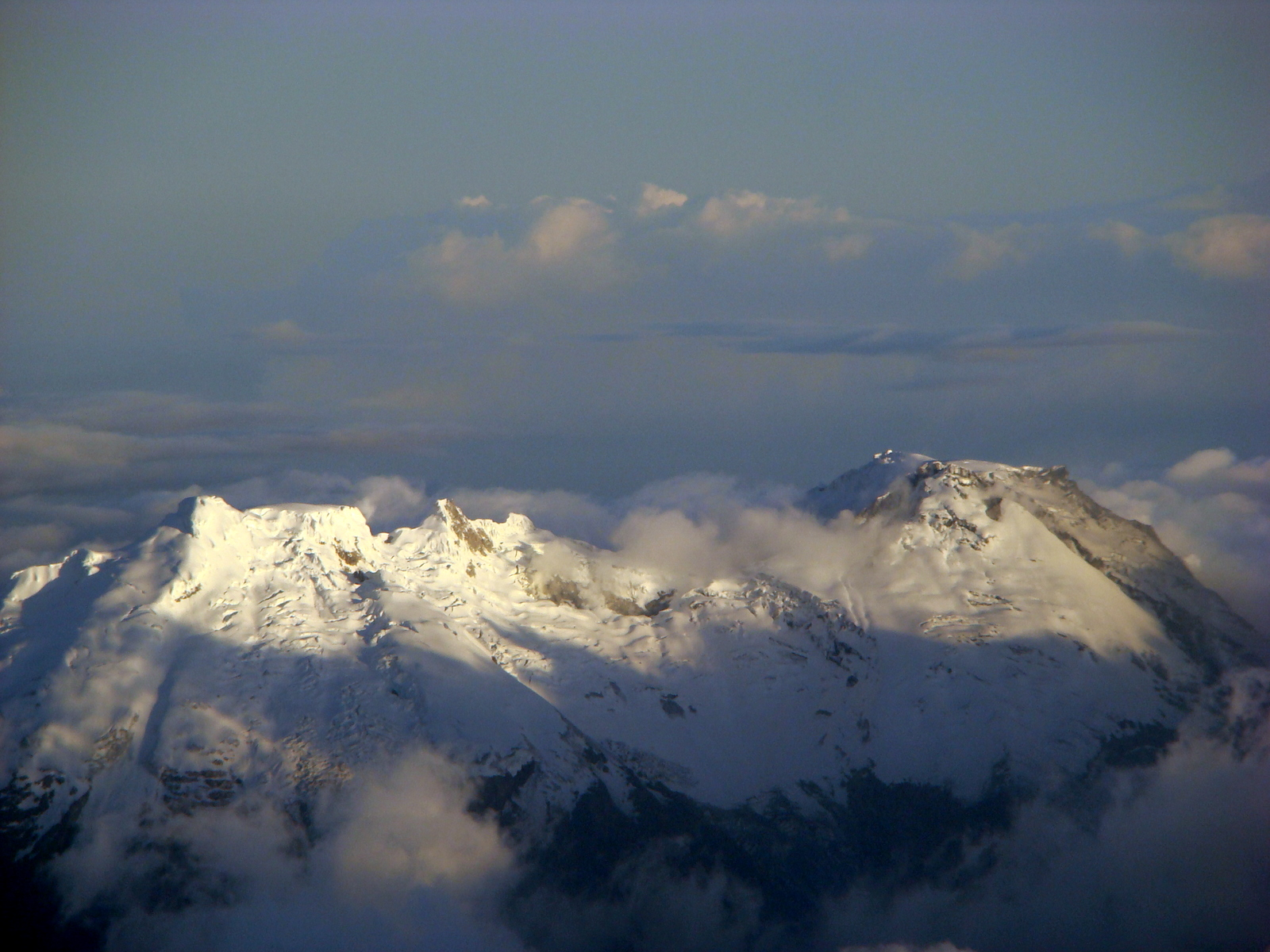
Nevado del Huila

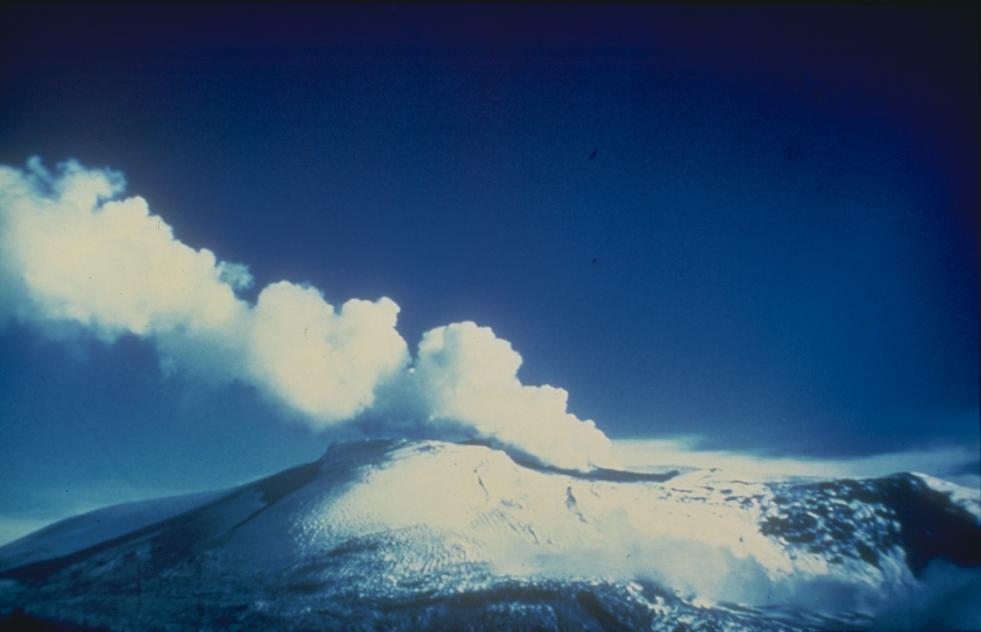
Nevado del Ruiz

Dit is een lijst van bergen in Colombia.
| Naam van de berg       | Hoogte  | Gebergte                                          | Departement                     |
| ---------------------- | ------- | ------------------------------------------------- | ------------------------------- |
| Pico Cristóbal Colón   | 5.775 m | Sierra Nevada de Santa Marta                      | Magdalena                       |
| Pico Simón Bolívar     | 5.775 m | Sierra Nevada de Santa Marta                      | Magdalena                       |
| Ritacuba Blanco        | 5.410 m | Sierra Nevada del Cocuy Cordillera Oriental Andes | Boyacá                          |
| Nevado del Huila       | 5.390 m | Cordillera Central Andes                          | Huila                           |
| Nevado del Ruiz        | 5.321 m | Cordillera Central Andes                          | Caldas                          |
| Nevado del Tolima      | 5.216 m | Cordillera Central Andes                          | Tolima                          |
| Nevado del Quindío     | 5.150 m | Cordillera Central Andes                          | Quindío                         |
| Nevado Pan de Azúcar   | 5.150 m | Cordillera Oriental Andes                         | Boyacá                          |
| Nevado de Santa Isabel | 4.965 m | Cordillera Central Andes                          | Tolima                          |
| Volcán Cumbal          | 4.764 m | Cordillera Occidental Andes                       | Nariño                          |
| Volcán Chiles          | 4.748 m | Cordillera Occidental Andes                       | Nariño (Grens Colombia/Ecuador) |
| Volcán Pan de Azúcar   | 4.670 m | Cordillera Central Andes                          | Cauca                           |
| Volcán Puracé          | 4.646 m | Cordillera Central Andes                          | Cauca                           |
| Volcán Sotará          | 4.580 m | Cordillera Central Andes                          | Cauca                           |
| Páramo de Sumapaz      | 4.560 m | Cordillera Oriental Andes                         | Cundinamarca                    |
| Farallones de Cali     | 4.280 m | Cordillera Occidental Andes                       | Valle del Cauca                 |
| Volcán Galeras         | 4.276 m | Cordillera Central Andes                          | Nariño                          |
| Volcán Doña Juana      | 4.150 m | Cordillera Central Andes                          | Nariño                          |
| Páramo del Almorzadero | 4.093 m | Cordillera Oriental Andes                         | Santander                       |
| Páramo de Frontino     | 4.080 m | Cordillera Occidental Andes                       | Antioquia                       |
| Volcán Azufral         | 4.070 m | Cordillera Occidental Andes                       | Nariño                          |
| Nudo de Paramillo      | 3.960 m | Cordillera Occidental Andes                       | Antioquia                       |
| Cerro Tatamá           | 3.950 m | Cordillera Occidental Andes                       | Chocó                           |